# Transe

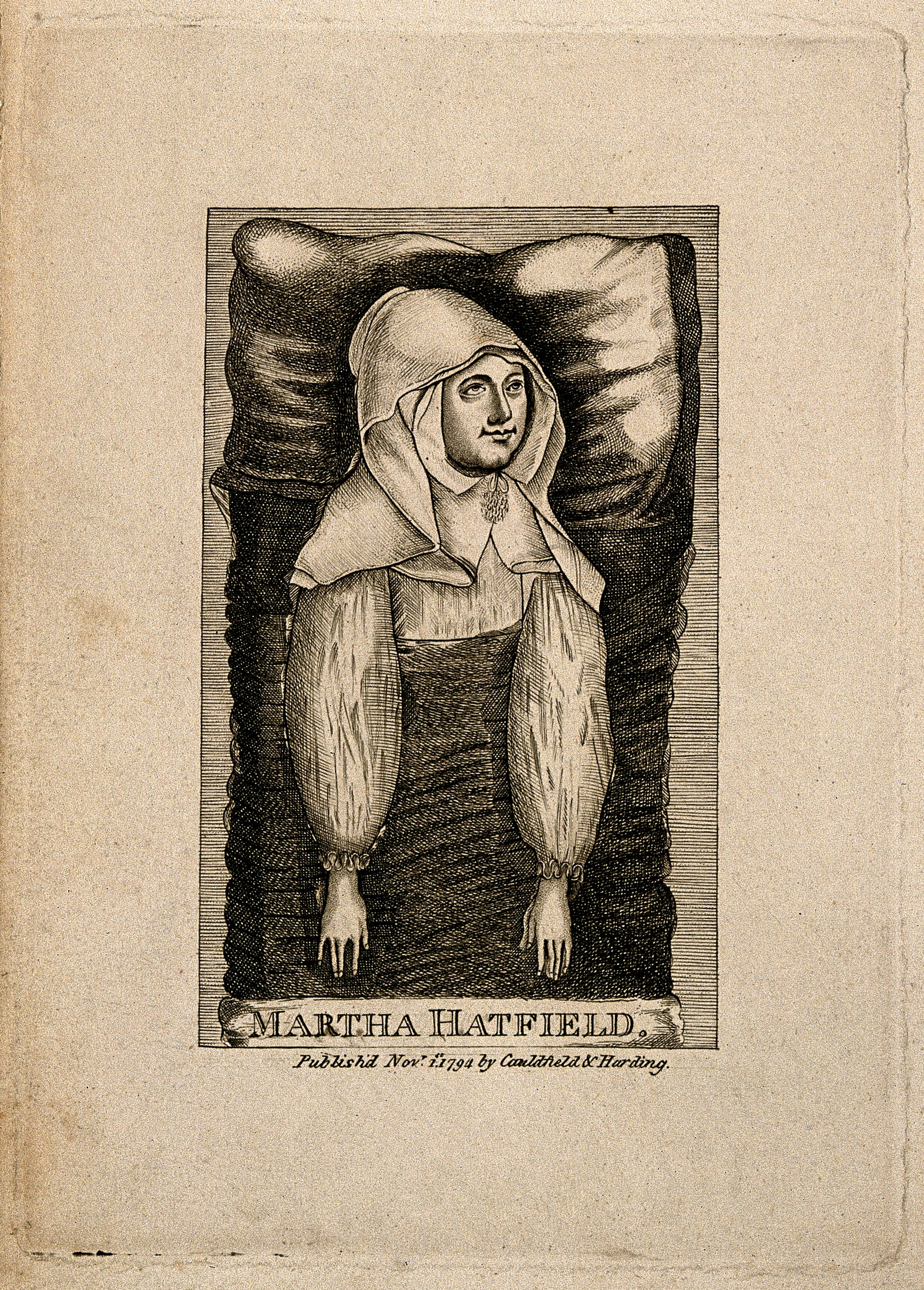
Martha Hatfield, que teve um transe do qual, diz-se, ganhou inspiração divina. Line engraving, 1794. Iconographic Collections.

Transe é um estado alterado de consciência, um dos objetivos a serem atingidos pela hipnose. Trata-se de um estado de consciência onde podem ocorrer diversos eventos neuro-fisiológicos (anestesia, hipermnésia, amnésia, alucinações perceptivas, hiper sugestionabilidade etc).
Em hipnose o transe pode ser classificado basicamente em leve, médio e profundo. Sendo que os dois primeiros são de principal interesse das psicoterapias e o último bastante utilizado por odontólogos (dentistas). É possível também atingir esse estado alterado de consciência através de substâncias psicoativas, tais como cannabis, ácido lisérgico e cogumelos psicodélicos. Outro método para atingir o transe é escutando determinadas músicas e frequências, as quais possuem batidas graves e repetitivas como no estilo eletrônico "trance ".

## Etmologia
O transe em seu significado moderno vem de um significado anterior de "uma condição atordoada, semiconsciente ou insensível ou estado de medo", através do "transe" francês antigo "medo do mal", do latim transīre "cruzar", "passar por cima". Esta definição está agora obsoleta.

## Características
Ao contrário do que se pensa, o transe tem um caráter prioritariamente voluntário, ou seja, na ampla maioria das vezes é necessário que a pessoa submetida ao transe tenha concordado com tal procedimento, sob risco dele não ser obtido ou não ter utilidade prática alguma. Existe uma parcela da população que é facilmente sugestionada e que pode entrar em transe independente de sua vontade, mas esta parcela é bastante reduzida e são as principais "vítimas" ou "cobaias" de apresentações circenses de Hipnose.
O transe é identificado pelo eletroencefalograma como um padrão de ondas característico e pode ser obtido quimicamente; fármacos como os barbitúricos e enteógenos induzem ao transe e podem vir a ser utilizados como "soro da verdade" (droga-se a pessoa para obter informações que ela conscientemente não revelaria), tal procedimento é ilegal mas ainda não totalmente eliminado. Pode ser visto no filme de ação True Lies na cena em que o personagem do ator Arnold Schwarzenneger é interrogado por terroristas.